# ربیانه
ربیانه (به عربی: ریبیانة) یک منطقهٔ مسکونی در لیبی است که در استان کفره واقع شده‌است. ربیانه ۸٬۰۰۰ نفر جمعیت دارد و ۲۹۳ متر بالاتر از سطح دریا واقع شده‌است.